# Esteban Valencia
Esteban Andrés Valencia Bascuñán (né le 8 janvier 1972 à Santiago au Chili) est un joueur de football international chilien, qui évoluait au poste de milieu de terrain avant de devenir entraîneur.

## Biographie

### Carrière en sélection
Avec l'équipe du Chili, il dispute 48 matchs (pour 3 buts inscrits) entre 1994 et 2001. Il figure notamment dans le groupe des sélectionnés lors des Copa América de 1995, de 1997 et de 1999.

## Palmarès
Universidad de Chile
- Championnat du Chili (4) :
  - Champion : 1994, 1995, 1999 et 2000.

- Coupe du Chili (2) :
  - Champion : 1998 et 2000.